# Jodofór
| Jodofór |  |
| |  |
| Ha másként nem jelöljük, az adatok az anyag standardállapotára (100 kPa) és 25 °C-os hőmérsékletre vonatkoznak. |  |

A jodofór olyan készítmény, amely jódot tartalmaz egy szolubilizálószerrel, például felületaktív anyaggal, vagy vízben oldódó polimerekkel, például povidonnal (povidon-jódot képez), az eredmény egy vízben oldódó anyag, amely oldatban szabad jódot szabadít fel.
A jodofórokat úgy állítják elő, hogy jódot kevernek össze a szolubilizálószerrel; hőt használhatunk a reakció felgyorsítására. A povidon mellett polivinil-alkoholt, keményítőszármazékokat (pl. dextrinképző kadexomer jód), kitozánt és cellulózt is alkalmaztak szolubilizálószerként.

## Kereskedelmi felhasználás
A hígított jodofórt gyakran használják a sörfőzők és borászok berendezések és palackok fertőtlenítésére. Legfőbb előnye a többi fertőtlenítőszerrel szemben, hogy megfelelő arányban használva nem igényel öblítést. Azonban nem vonzó narancssárga-barna foltokat hagyhat a műanyag alkatrészeken és berendezéseken, ha velük érintkezik. Gyakran különböző koncentrációkban szállítják, és felhasználás előtt vízzel tovább hígítják. A címke jelzi a megfelelő hígítási arányt, általában 1:1000 vagy 1:100. A fertőtlenítendő berendezést alaposan meg kell tisztítani, és legalább 2 percig érintkezésben kell hagyni az oldattal.
A hígított jodofort széles körben használják a tejiparban a fejőházak fertőtlenítésére, különösen az Egyesült Királyságban. Ennek a fertőtlenítőszernek a folyamatos használata segített fenntartani az Egyesült Királyság tehéntejének magas jodidtartalmát, ami történelmileg fontos volt a golyva megszüntetésében az Egyesült Királyságban.